# Народна партија Казахстана
Комунистичка народна партија Казахстана (каз. Қазақстан коммунистік халық партия) је политичка партија која делује у Казахстану. Основана је 2004. године. Једна је од три странке које имају посланике у парламенту Казахстана.

## Историјат
Комунистичка народна партија Казахстана настала је одцепљењем дела чланова из Комунистичке партије Казахстана. Тада је око 15.000 чланова напустило КПК. Идеју да се оснује нова комунистичка партија покренуло је дванаест бивших чланова ЦК КП Казахстана. КНП Казахстана основана је у априлу 2004, а регистрована 21. јуна исте године.
Први избори на које је КНПК изашла били су парламентарни 2004. године и на њима освојила 1,98% гласова, што није било довољно за улазак у парламент. На председничким изборима 2005, њен кандидат Јерасил Абдилкасимов освојио је 0,34% гласова.
КНПК је 2007. објавила покретање иницијативе да се споји са КПК, али се напослетку од тога одустало. Воља за уједињење је постојала само међу чланством Централних комитета обе партије, док је на локалном нивоу уопште није било. Док је КП Казахстана изгубила ауторитет и подршку становништва, КНП Казахстана је имала релативно добру репутацију.
На парламентарним изборима 2007, КНПК је освојила 1,29% гласова, те није ушла у парламент. Међутим, на парламентарним изборима 2012, партија је освојила 7,19% гласова, односно седам посланичких места у парламенту. То ју чини једном од три странке у парламенту Казахстана.